# 印第安土墩村
印第安土墩村（英語：Indian Mound Village）是位於美國佛羅里達州塞米諾爾縣的一個非建制地區。該地的面積和人口皆未知。

## 地理
印第安土墩村的座標為28°48′12″N 81°13′00″W / 28.80333°N 81.21667°W，而該地的平均海拔高度為4米（即13英尺）。